# Léon Level
Léon Level (Hédouville, 12 juli 1910  - Parijs, 26 maart 1949) was een Frans wielrenner. Hij was beroepsrenner van 1933 tot aan zijn dood in  1949. In 1933 haalde hij de zevende plaats in het totaalklassement in de Tour de France. In de Ronde van Frankrijk 1936 won Level de etappe naar Digne-les-Bains. Hij overleed na een ongeval met een stayerfiets.

## Resultaten in voornaamste wedstrijden
| Jaar | Ronde van Italië | Ronde van Frankrijk | Ronde van Spanje |
| ---- | ---------------- | ------------------- | ---------------- |
| 1933 |                  | 7e                  |                  |
| 1934 |                  | 21e                 |                  |
| 1936 |                  | 10e (1)             |                  |

| Jaar | Milaan-San Remo | Parijs-Roubaix | Parijs-Tours | Parijs-Brussel |
| ---- | --------------- | -------------- | ------------ | -------------- |
| 1933 |                 |                | 20e          |                |
| 1934 |                 |                | 15e          |                |
| 1936 |                 | 10e            | 10e          | 17e            |
| 1938 | 12e             |                |              |                |
| 1943 |                 | 25e            |              |                |